# Меч Коваля Людоты

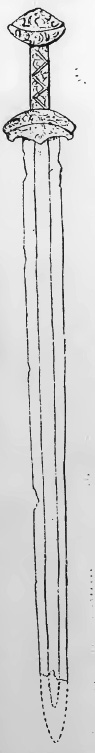
Общий вид, надпись не видна

Меч Коваля Людоты — археологическая находка времён Киевской Руси, датируемая концом X века — первой половиной XI века. Меч был найден в 1890 году во время хозяйственных работ в селе Хвощево, ныне хранится в Национальном музее истории Украины.

## Надпись
На одной стороне клинка написано слово «коваль» («кузнец»), а на другой слово «людо.а». Пятая буква не сохранилась, большинство исследователей считают, что это было слово «людота», хотя некоторые исследователи предполагают слово «людоша». Надпись по палеографическим признакам может быть отнесена к XI веку.

## Описание
Меч представляет собой клинок 85,3 см в длину и 5 см в ширину. Рукоять достаточно нетипична для того времени, прибалтийско-скандинавского типа, орнаментированная в древнерусском стиле, с изображением чудовища.
Скорее всего, при изготовлении меча использовались навыки каролингских (обозначение подписи), скандинавских (клинок) и русских оружейников (декор, форма рукояти) той эпохи.

## Ссылка
- Андрощук Ф.. Про хунвейбінів від національної історії (укр.). Музейний простiр (30 августа 2020). Архивировано 31 августа 2020 года.